# Viktor Hahn (kemičar)
Viktor Hahn (Budimpešta, 21. kolovoza 1912. – Zagreb, 17. svibnja 1970.) bio je hrvatski kemičar.

## Životopis
Sin je hrvatske židovske obitelji Željka i Kamile Löwy. U Zagrebu je završio realnu gimnaziju 1930. i 1934. diplomirao na Kemijskom odsjeku Tehničkog falkuteta gdje je 1935. bio asistent volonter Franje Hanamana, a potom i Vladimira Preloga. Godine 1936. – 1938. kao stipendist francuske vlade radio je u Ernesta Fourneaua u Laboratoriju za terapeutsku kemiju Instituta Pasteuru i 1938. doktorirao na l'Université de Paris tezom Synthèse et étude pharmacologique de nouveles bases quinoléiniques à fonction éther oxide animée. Vrativši se u Zagreb, zaposlio se u tvornici Kaštel d.d. (danas poznata kao Pliva d.d.) kao kemičar u znanstveno-istraživačkom laboratoriju Sintetskoga odjela koji je surađivao sa Zavodom za organsku kemiju Tehničkog falkuteta kojemu je do 1941. na čelu bio Vladimir Prelog. Za vrijeme NDH dva puta je bio odvođen u sabirni logor Jasenovac, ali oba puta oslobođen na intervenciju tvornice Kaštel d.d. U travnju 1942. iz logora u Đakovu uspio je osloboditi svoju majku, istodobno šaljući mnogobrojne pakete zatočenicima u Jasenovcu i financijski pomažući ZOŽ-u.
Godine 1946. prešao je na Tehnički falkutet, na kojemu je najprije radio kao honorarni nastavnik, zatim kao docent za predmet Organska kemija, Kemija sintetskih lijekova i Moderne metode u organskoj kemiji. Bio je predstojnik Zavoda za organsku kemiju, kojem je bio na čeli do kraja života od 1949. i redoviti profesor od 1958. Utemeljitelj je i pročelnik Biokemijskog odjela IV. Instituta Ruđera Boškovića, od 1960. i pročelnik odjela za sintetsku organsku kemiju i biokemiju Sveučilišta, a od 1961. predavao je i na poslijediplomskom studiju Prirodoslovno-matematičkog falkuteta. Rani Hahnovi znanstveni radovi (1936. – 1948.) i patent (1941.), pretežito u suradnji s Prelogom, odnose se na sinteze fizioloških sktivnih spojeva, a poslije se posebice bavio preparativnom orgsnskom kemijom (osobito furanskih i drugih heterocikličkih spojeva) te sa suradnicima istraživao difeniletere, amide i tioamide, imidoil-i, amidol-kloride, amine i Schiffove baze, derivate barbiturne kiseline, 4-pirone i 4-piridione i još neke klase spojeva. 
Među prvima u svijetu je prepoznao spontanu intramolekulsku Diels-Alderovu (IMDA) reakciju u redu furana ["Tetrahedron Letters" (1964.); "Croatica chemica acta" (1964.)]. Prvi je u Hrvatskoj pokrenuo istraživanja organskih fotokemijskih reakcija. Bio je predsjednik Hrvatskog kemijskog društva 1958. – 1960. i predsjedatelj nekih stručnih tijela SFRJ.

## Djela
Objavio je 1947. prvi visokoškolski udžbenik organske kemije na hrvatskom jeziku. Autor je udžbenika "Organska kemija za VIII. razred gimnazije" (s M. Krajčinovićem, 1947. – 1956.), "Organska kemija I, II" (1947.) i dr. Znanstvenim i stručnim radovima surađivao je u periodici "Arhiv za kemiju" (1936., 1939.),1948. – 1949., 1953. – 1955.), "Collection des travaux chimiques de Tchécoslovakie" (1936.), "Berichte der Deutschen chemisen Gesellschaft" (1939., 1941.), "Medicus" (1939., 1941.), "Helvetica chimica acta" (1943. – 1944.), "Arhiv za medicinu rada" (1946.), "Priroda" (1946.), "Croatca chemica acta" (1956. – 1957., 1962., 1964. –1967., 
1969. – 1970.), "Naturwissenschaften"' (1964.), "Journal of Organic Chemistry" 1965., "Bulletin scientifique" 1966., "Chimia" 1966., "Journal of Chemical and Enguneering Data" 1966.

## Vanjske poveznice
- Viktor Hahn Hrvatska tehnička enciklopedija, portal hrvatske tehničke baštine. LZMK